# Andrzej Zgutczyński
Andrzej Zgutczyński (Ełk, 1958. január 1. –) válogatott lengyel labdarúgó, csatár.

## Pályafutása

### Klubcsapatban
1968-ban a Mazur Ełk korosztályos csapatában kezdte a labdarúgást, majd 1976-tól a Lech Poznań folytatta , ahol ugyan ebben az évben mutatkozott be az első csapatban. 1976 és 1978 között a Bałtyk Gdynia, 1978-ban a Legia Warszawa, 1979 és 1983 között ismét a Bałtyk Gdynia, 1983 és 1986 között a Górnik Zabrze labdarúgója volt. A Górnikkal kétszeres bajnok volt és az 1985–86-os idényben a bajnokság gólkirálya volt 20 góllal. 1986 és 1990 között Franciaországban játszott az Auxerre, a Dijon és a Meaux együtteseiben. 1992 és 1996 között a Bałtyk Gdynia csapatában fejezte be az aktív labdarúgást.

### A válogatottban
1985–86-ban öt alkalommal szerepelt a lengyel válogatottban. Tagja volt az 1986-os mexikói világbajnokságon részt vevő csapatnak.

## Sikerei, díjai
Górnik Zabrze
- Lengyel bajnokság
  - bajnok (2): 1984–85, 1985–86
  - gólkirály: 1985–86 (20 gól)